# Куче (Елцький повіт)
Куче (пол. Kucze, нім. Kutzen) — село в Польщі, у гміні Каліново Елцького повіту Вармінсько-Мазурського воєводства.
Населення — 91 особа (2011).
У 1975-1998 роках село належало до Сувальського воєводства.

## Демографія
Демографічна структура станом на 31 березня 2011 року:
|          | Загалом | Допрацездатний вік | Працездатний вік | Постпрацездатний вік |
| -------- | ------- | ------------------ | ---------------- | -------------------- |
| Чоловіки | 50      | 14                 | 30               | 6                    |
| Жінки    | 41      | 14                 | 23               | 4                    |
| Разом    | 91      | 28                 | 53               | 10                   |